# Джин Отрі (співак)
Орвон Джин Отрі (англ. Orvon Gene Autry; 29 вересня 1907 — 2 жовтня 1998), більш відомий як Джин Отрі, — американський виконавець, який мав широку популярність на радіо, в кіно і телебаченні протягом трьох десятиліть, починаючи з 1930-х років. Крім цього, був власником професійного бейсбольного клубу «Лос-Анджелес Ейнджелс» з Анагайма, телевізійного каналу і декількох радіостанцій в Південній Каліфорнії.

## Вшанування пам'яті
- Його ім'я значиться на голлівудській «Алеї слави». Він є єдиним діячем мистецтва, який має всі п'ять емблем на зірці.
- Є членом Музею і Залу Слави Кантрі.